# انتفاضة الرور
انتفاضة الرور (بالألمانية: Ruhraufstand)‏ انتفاضة مارس (بالألمانية: Märzaufstand) كانت ثورة عمالية يسارية في منطقة حوض الرور بألمانيا في مارس 1920. حدث ذلك في البداية لدعم الدعوة إلى الإضراب العام التي أطلقها أعضاء الحكومة الألمانية الاشتراكيون الديمقراطيون والنقابات والأحزاب الأخرى ردًا على انقلاب كاب اليميني في 13 مارس 1920.
كان الشيوعيون والاشتراكيون الآخرون في منطقة الرور قد وضعوا في السابق خططًا "للفوز بالسلطة السياسية عن طريق دكتاتورية البروليتاريا" من خلال إحداث إضراب عام، ولكن بعد انهيار انقلاب كاب، أرسلت الحكومة الألمانية قوات الرايخسفير والفيالق الحُرَّة اليمينيَّة لسحق التمرد المستمر لحوالي 50 ألف عضو من "جيش الرور الأحمر". وتضمن ذلك قدرًا كبيرًا من الوحشية والإعدام بإجراءات موجزة للسجناء. قُتل ما يقدر بنحو 1600 شخص.

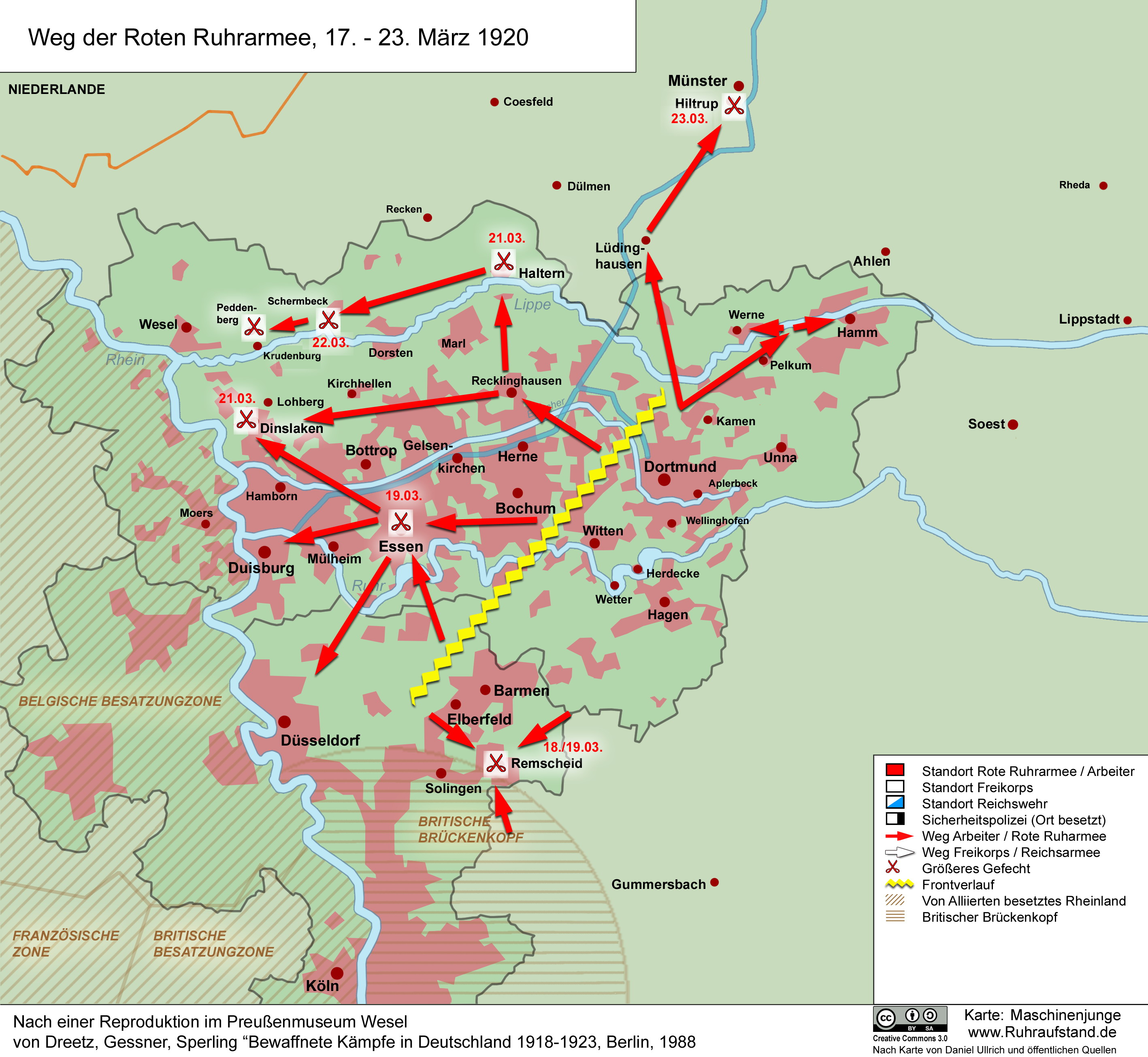
خريطة توضح المسار الذي سلكه "جيش الرور الأحمر"، في الفترة من 17 إلى 23 مارس 1920.